# Sibirocosa subsolana
Sibirocosa subsolana là một loài nhện trong họ Lycosidae.
Loài này thuộc chi Sibirocosa. Sibirocosa subsolana được Wladislaus Kulczynski miêu tả năm 1907.